# Spleetsluiter

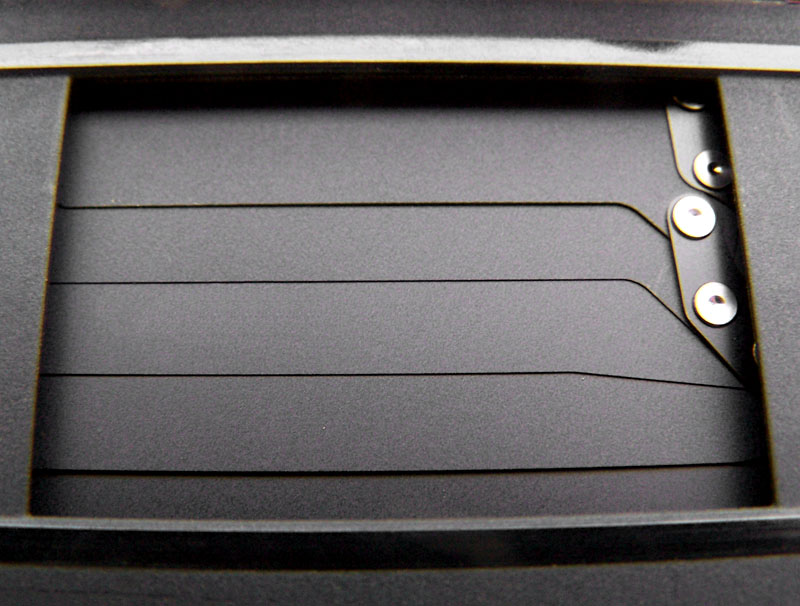
Spleetsluiter

Een sluiter zorgt, samen met het diafragma, voor de belichting van filmmateriaal (of tegenwoordig de CCD- en CMOS-chip) in een fotocamera. Door een kortere (snellere) dan wel een langere sluitertijd te gebruiken wordt een film (CCD) respectievelijk korter of langer belicht.
Binnen de categorie spleetsluiter (ten opzichte van de ander categorie centraalsluiter) kunnen we twee typen onderscheiden, de verticaal respectievelijk de horizontaal aflopende sluiters.

## Sluitergordijn
In de meeste camera's is er sprake van een rechthoekopname waarbij de film of sensor breder is dan hoog. In die gevallen zal een horizontaal aflopende sluiter meer tijd nodig hebben om de belichting te voltooien dan een verticaal aflopende. Meestal gaat het om twee 'gordijnen' die vlak na elkaar vertrekken; het eerste gordijn maakt een opening waardoor het licht op het opnamemedium kan vallen en het tweede gordijn wordt weer dichtgetrokken om de belichting te stoppen. Bij een horizontale sluiter beweegt deze 'spleet' van boven naar beneden over het belichtingsoppervlak. De sensor/film wordt dus niet over de gehele oppervlakte op hetzelfde moment belicht. Vooral bij snelbewegende voorwerpen kan er daardoor vertekening optreden. Op een foto van Jacques Henri Lartigue zou dit effect te zien zijn: het achterwiel van een racewagen is op de film niet meer rond maar ovaal.

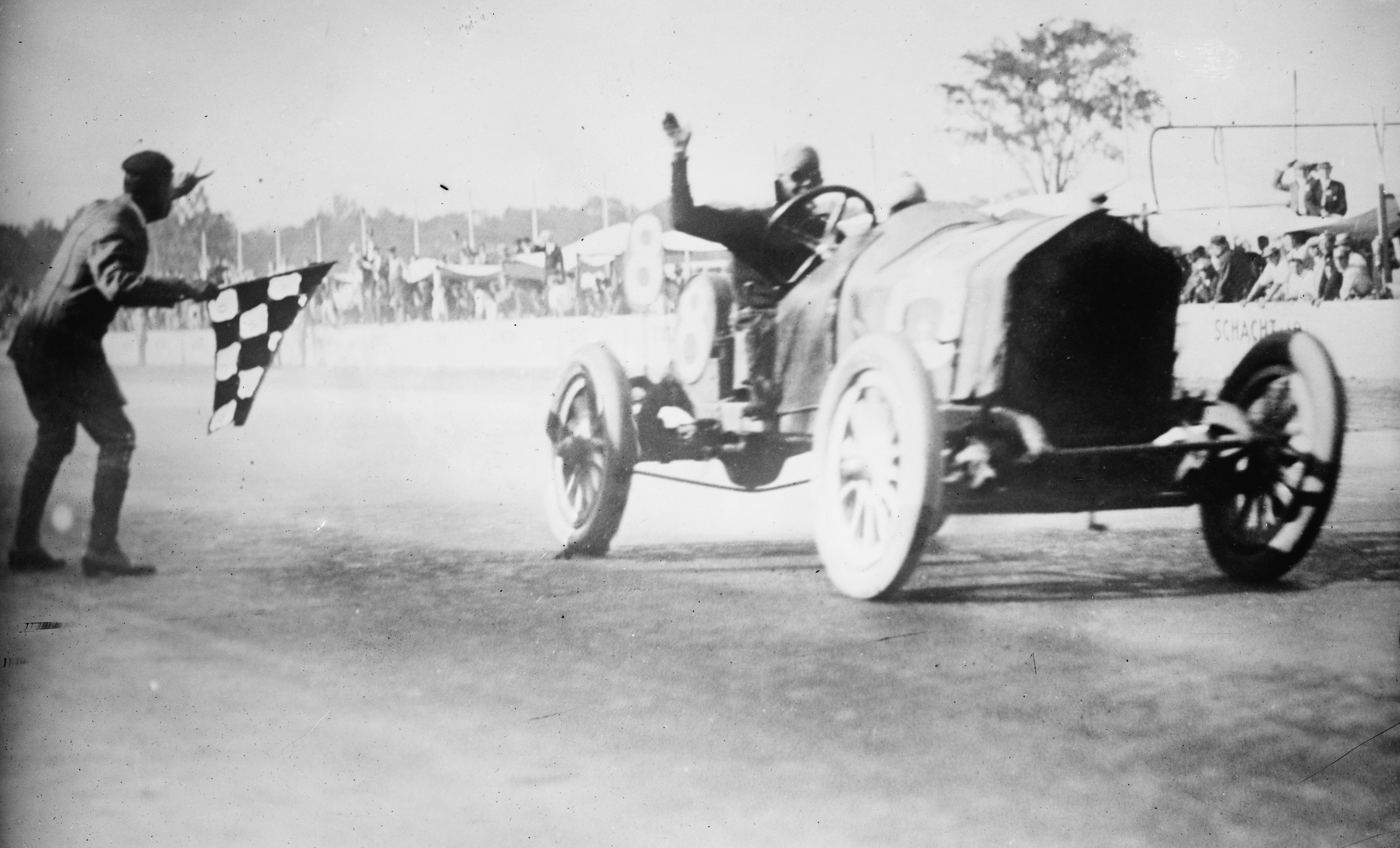
Joe Dawson, winnaar van de Indianapolis 500 in 1912

 Op deze foto is het linker voorwiel van de racewagen niet meer rond maar ovaal.

## Flitssynchronisatie
Een ander nadeel van de opnamespleet van een spleetsluiter is dat er niet geflitst kan worden wanneer de 'spleet' over het filmoppervlak trekt. De tijd die de spleet er over doet om aan de overkant te komen, is veel langer dan de duur van de flits. Dit heeft tot gevolg dat bij een flits slechts een heel smal deel van de film belicht wordt. Daarom kan er bij spleetsluiters alleen geflitst worden wanneer de spleet net zo breed is als het hele opnameformaat. Het eerste gordijn is dan al aan de overkant voordat het tweede gordijn vertrekt en in feite is er dan ook geen sprake meer van een spleet, want de opening staat volledig open.
Meestal is deze flitssynchronisatietijd bij middenformaatcamera's hooguit 1/60 seconde maar bij moderne spiegelreflexcamera's kan deze snelheid hoger liggen, van 1/150 tot ongeveer 1/250 seconde. De af te leggen afstand is ten slotte ook kleiner bij kleinbeeld dan bij rolfilm en ook de massa van de sluiter zelf is kleiner.
Het materiaal waarvan de spleetsluiter is gemaakt, vaak rubber of titanium, en de constructie ervan bepalen naast het filmformaat de hoogst haalbare snelheid en dus de flitssynchronisatietijd.